# Comtés du Québec
Pour un article plus général, voir Comtés du Canada.
Les comtés du Québec, aussi appelés comtés municipaux ou en termes plus juridiques municipalités de comté, étaient un élément de l'organisation territoriale du Canada-Est puis de la province de Québec. Ils ont été créés en 1855 (bien qu'ils aient eu des prédécesseurs sous diverses formes) et ont cessé d'exister lors de la mise en place des municipalités régionales de comtés (MRC), au début des années 1980.
Les comtés, tout comme les MRC qui leur ont succédé, regroupaient les municipalités locales d'une même région. Ils « exist[aient] légalement comme corps public ayant des pouvoirs législatifs et exécutifs », et étaient chargés de certaines responsabilités administratives sur leur territoire. Ils étaient dirigés par le Conseil de comté, regroupant les maires des municipalités, avec à sa tête un préfet, choisi parmi les membres à chaque année.
La juridiction du conseil de comté s'étendait uniquement aux municipalités qui n'avaient pas le statut de ville ou de cité (ce dernier étant peu répandu), c'est-à-dire à celles qui avaient le statut de municipalité de paroisse, de village, de canton, de cantons-unis ou sans désignation particulière. Par conséquent, dès qu'une municipalité acquérait le statut de ville ou de cité, elle reprenait du comté les responsabilités de celui-ci sur son territoire. Cette situation a fait qu'au fur et à mesure de l'urbanisation du Québec, la juridiction du conseil de comté s'appliquait sur un territoire de plus en plus morcelé, et que la tendance à la centralisation des pouvoirs vers l'administration provinciale rendait de plus en plus caduque l'institution du comté municipal. Une réflexion amorcée vers le milieu des années 1960 a amené, de 1979 à 1983, au remplacement des comtés municipaux par les nouvelles municipalités régionales de comté.
Les responsabilités assignées aux comtés ont évolué au cours du temps. Dès 1855, ils étaient responsables des cours d'eau, des ponts, de la voirie intermunicipale et de la gestion des territoires non organisés. En 1969, on leur a ajouté la confection des rôles d'évaluation.
Les villes de Québec, de Trois-Rivières et de Montréal ne faisaient partie d'aucun comté.

## Comtés et autres divisions territoriales avant 1855
Sous différents noms, des divisions territoriales servant différentes fins ont existé avant la création des municipalités de comté de 1855.
Des divisions parlementaires, servant de base à la représentation de la population mais n'ayant aucune fonction administrative, ont existé à partir de 1791. À cette date, 27 district électoraux sont définis pour pourvoir à l'élection des députés à la Chambre d'assemblée du Bas-Canada. Leur nombre sera porté à 32 en 1829, puis à 45 en 1830 et finalement à 46 en 1832.
Lors de la création de l'Assemblée législative de la province du Canada en 1841, le Canada-Est (territoire actuel du Québec méridional) est divisé en 40 districts électoraux. Ce nombre sera porté à 60 en 1853.
En ce qui concerne l’organisation administrative du territoire, 22 districts municipaux sont créés en 1841 et deux autres sont ajoutés l'année suivante.

## Comtés et circonscriptions électorales
La loi de 1855 qui a créé les municipalités de comté, appelée Acte des municipalités et des chemins de 1855, décrétait dans son article VII que les noms et les limites des comtés seraient les mêmes que ceux définis dans la loi adoptée deux ans auparavant et intitulée Acte de la représentation parlementaire de 1853, telle qu'amendée en 1855. Cette dernière loi redéfinissait les districts électoraux servant aux élections à l'Assemblée législative de la province du Canada. Les comtés étaient donc coextensifs avec les circonscriptions électorales (appelées « districts électoraux » à cette époque). Cette situation persiste tout le reste de la période du Canada-Uni, et continue durant les premières décennies de la Confédération canadienne, soit à partir de 1867, lorsque les élections provinciales et fédérales utilisent la même carte électorale. Cependant dès 1886 les circonscriptions provinciales commencent à différer des fédérales, et de plus en plus d'entre elles n'ont plus les mêmes limites que les comtés municipaux. En 1945, il est estimé que 40 % des comtés n'ont plus les mêmes limites que les circonscriptions. La cohérence entre comtés et circonscriptions électorales est complètement abandonnée dans les années 1970.

## Sentiment d'appartenance
La période d'environ 130 ans d'existence des comtés municipaux a fait de ceux-ci un élément primordial pour la localisation d'un lieu au Québec, autant de façon officielle que dans la vie de tous les jours. Par exemple, il est courant d'ajouter le nom du comté au nom officiel d'une localité, et ce nom composé est souvent plus utilisé que le nom réel. On dit ainsi « Saint-Donat-de-Montcalm » pour Saint-Donat, ou « Saint-Georges-de-Beauce » pour Saint-Georges. Le sentiment d'appartenance au comté a persisté longtemps après la disparition de ceux-ci, et se manifeste encore quand, par exemple, il est proposé de redéfinir les circonscriptions électorales pour respecter un seuil de population.

## Histoire
- 1840 : La province est divisée en 22 districts par ordonnance du Conseil spécial du Bas-Canada à la demande de Sydenham.
  - Officiers : Warden nommé par le gouverneur; conseillers électifs; deux auditeurs de comptes, l'un désigné par le warden, l'autre par conseil ; un inspecteur du district choisi par le warden et approuvé par le gouverneur ; un greffier du conseil, etc.
  - Mal reçue par la population : méfiance à la suite des luttes de 1837-38-39, crainte d'être taxé
  - Reste lettre morte ; les conseils ont été élus avec l'engagement de ne rien faire
- 1843 : Augustin-Norbert Morin propose un bill des municipalités ; avec la démission du gouvernement de Lafontaine-Baldwin le 27 novembre 1843, le projet est bloqué.
- 1845 : Adoption de l'Acte pour abroger certaines ordonnances et pour faire de meilleures dispositions pour l'établissement d'autorités locales et municipales dans le Bas-Canada[7].
  - Chaque paroisse ou canton forme une corporation municipale avec conseil de 7 membres élus. Il y en a environ 321. Le conseil élit un maire. Semble bien acceptée.
- 1847 : La loi de 1845 est remplacée par une loi préparée par William Badgley : une seule municipalité par comté, certains divisés en deux ou trois. 46 municipalités de comté sont ainsi créées[7]. Les députés du Canada-Est s'opposent mais la loi est adoptée quand même.
- 1855 (mai) : adoption de la l'Acte des municipalités et des chemins du Bas-Canada[8] qui recrée les municipalités locales et concrétise la notion des deux paliers de responsabilité : la municipalité locale et la municipalité de comté[7]. Il y a alors 61 comtés. C'est la base du régime municipal actuel.
- 1870 : Après l'entrée en vigueur de la Confédération canadienne, qui prévoit que l'organisation municipale est de responsabilité provinciale, le Québec adopte un Code municipal [9] qui entrera en vigueur en 1871. Les comtés y gagnent de nouvelles responsabilités, en particulier la gestion des territoires non organisés et des bureaux d'enregistrement.
- 1941 : La Loi de la division territoriale (S.R.Q. 1941, ch. 3 art. 17) précise que la municipalité de comté comprend tout le territoire sauf les cités et villes dans ses limites[1].
- 1945 : À cette date, il existe 76 municipalités de comté au Québec.
- 1979 : Le 21 novembre, la Loi sur l'aménagement et l'urbanisme est sanctionnée, à l'initiative du gouvernement René Lévesque. Cette loi prévoit la création des municipalités régionales de comté (MRC) qui vont progressivement remplacer les municipalités de comté[10].
- 1983 (janvier) : Formation des dernières MRC ; les comtés municipaux ont définitivement cessé d'exister.

## Évolution du nombre de comtés
| Année | Nombre |
| ----- | ------ |
| 1855  | 61     |
| 1871  | 64     |
| 1891  | 67     |
| 1901  | 69     |
| 1911  | 71     |
| 1945  | 76     |

## Liste des comtés
- Comté d'Abitibi : Amos
- Comté d'Argenteuil : Lachute
- Comté d'Arthabaska : Arthabaska
- Comté de Bagot : Saint-Liboire
- Comté de Beauce : Beauceville

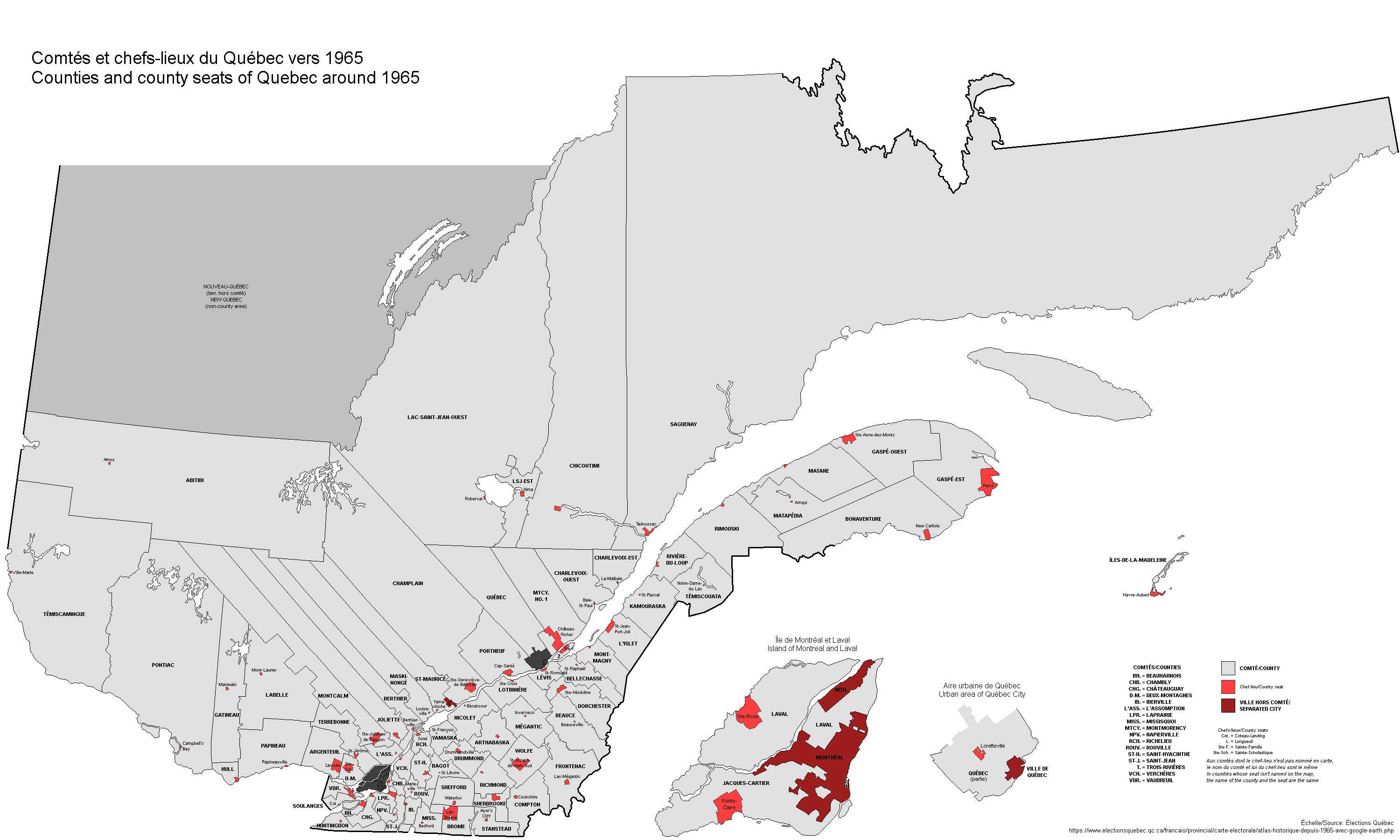
Comtés et chefs-lieux du Québec vers 1965

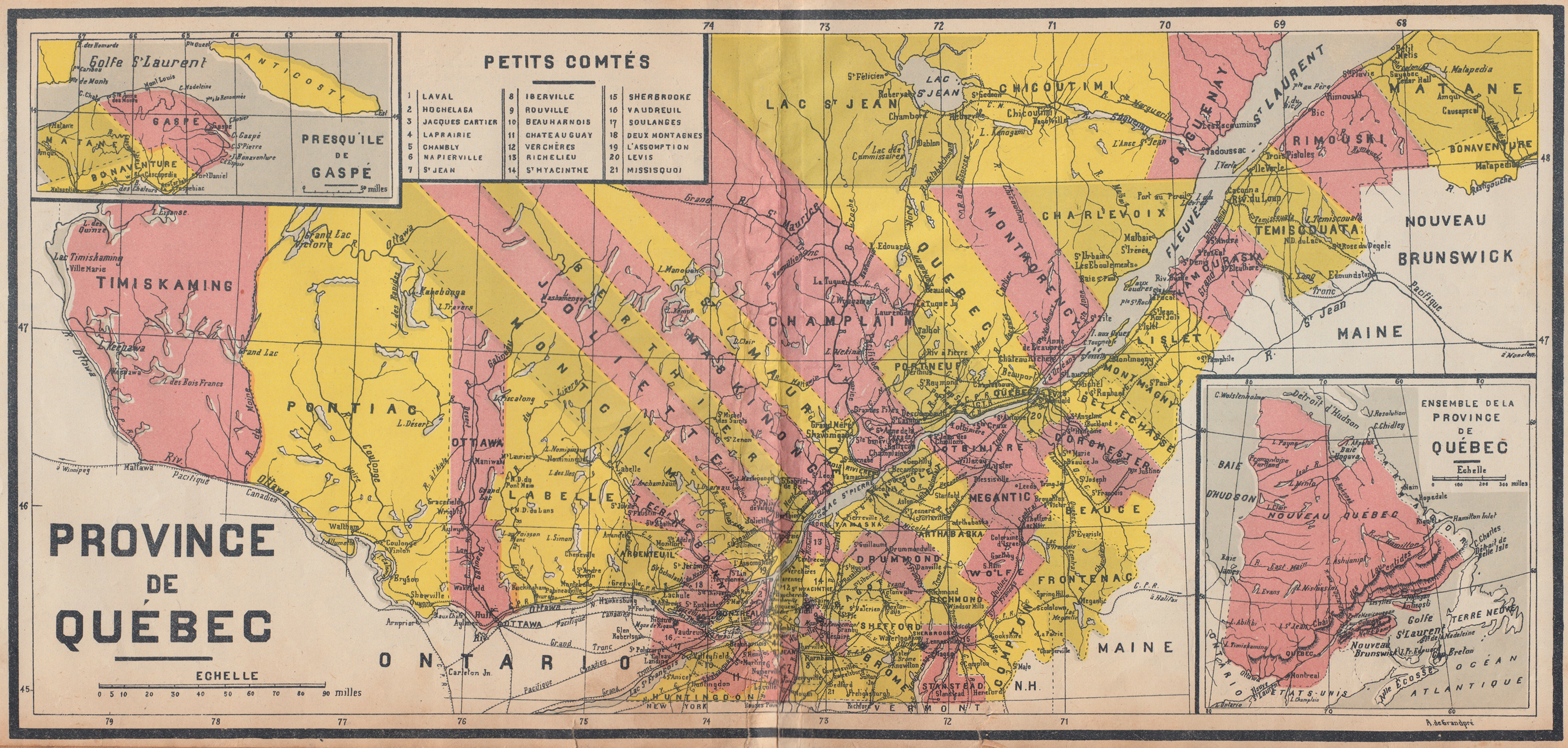
Les comtés du Québec en 1920

- Comté de Beauharnois : Beauharnois
- Comté de Bellechasse : Saint-Raphaël
- Comté de Berthier : Berthierville
- Comté de Bonaventure : New Carlisle
- Comté de Brome : Knowlton
- Comté de Chambly : Longueuil
- Comté de Champlain : Sainte-Geneviève-de-Batiscan,
- Comté de Charlevoix, divisé en:
  - Comté de Charlevoix-Est : La Malbaie
  - Comté de Charlevoix-Ouest : Baie-Saint-Paul
- Comté de Châteauguay : Sainte-Martine
- Comté de Chicoutimi : Chicoutimi
- Comté de Compton : Cookshire
- Comté de Deux-Montagnes : Sainte-Scholastique
- Comté de Dorchester : Sainte-Hénédine
- Comté de Drummond : Drummondville
- Comté de Frontenac : Lac-Mégantic
- Comté de Gaspé, divisé en:
  - Comté de Gaspé-Est : Percé
  - Comté de Gaspé-Ouest : Sainte-Anne-des-Monts
  - Comté des Îles-de-la-Madeleine : Havre-Aubert
- Comté de Gatineau : Maniwaki
- Comté d'Hochelaga[11] : Longue-Pointe
- Comté de Hull : Hull
- Comté de Huntingdon : Huntingdon
- Comté d'Iberville : Iberville
- Comté de Jacques-Cartier : Pointe-Claire
- Comté de Joliette : Joliette
- Comté de Kamouraska : Saint-Pascal
- Comté de Labelle : Mont-Laurier
- Comté de Laprairie : La Prairie
- Comté de L'Assomption : L'Assomption
- Comté de Laval: Sainte-Rose[12]
- Comté de Lévis : Saint-Romuald
- Comté de L'Islet : Saint-Jean-Port-Joli
- Comté de Lotbinière : Sainte-Croix
- Comté de Lac-Saint-Jean-Est : Alma
- Comté de Lac-Saint-Jean-Ouest : Roberval
- Comté de Maskinongé : Louiseville
- Comté de Matane : Matane
- Comté de Matapédia : Amqui
- Comté de Mégantic : Inverness
- Comté de Missisquoi : Bedford
- Comté de Montcalm : Sainte-Julienne
- Comté de Montmorency No. 1 : Château-Richer
- Comté de Montmorency No. 2 : Sainte-Famille
- Comté de Montmagny : Montmagny
- Comté de Napierville : Napierville
- Comté de Nicolet : Bécancour
- Comté de Papineau : Papineauville
- Comté de Pontiac : Campbell's Bay
- Comté de Portneuf : Cap-Santé
- Comté de Québec : Loretteville
- Comté de Richelieu : Sorel
- Comté de Richmond : Richmond
- Comté de Rimouski : Rimouski
- Comté de Rivière-du-Loup : Rivière-du-Loup
- Comté de Rouville : Marieville
- Comté de Saint-Hyacinthe : Saint-Hyacinthe
- Comté de Saint-Jean : Saint-Jean-sur-Richelieu
- Comté de Saint-Maurice : Yamachiche
- Comté de Saguenay : Tadoussac
- Comté de Shefford : Waterloo
- Comté de Sherbrooke : Sherbrooke
- Comté de Soulanges : Coteau-Landing
- Comté de Stanstead : Ayer's Cliff
- Comté de Témiscouata : Notre-Dame-du-Lac
- Comté de Témiscamingue : Ville-Marie
- Comté de Terrebonne : Saint-Jérôme
- Comté de Vaudreuil : Vaudreuil
- Comté de Verchères : Verchères
- Comté de Wolfe; Ham-Sud
- Comté de Yamaska : Saint-François-du-Lac